# 臨床検査技師

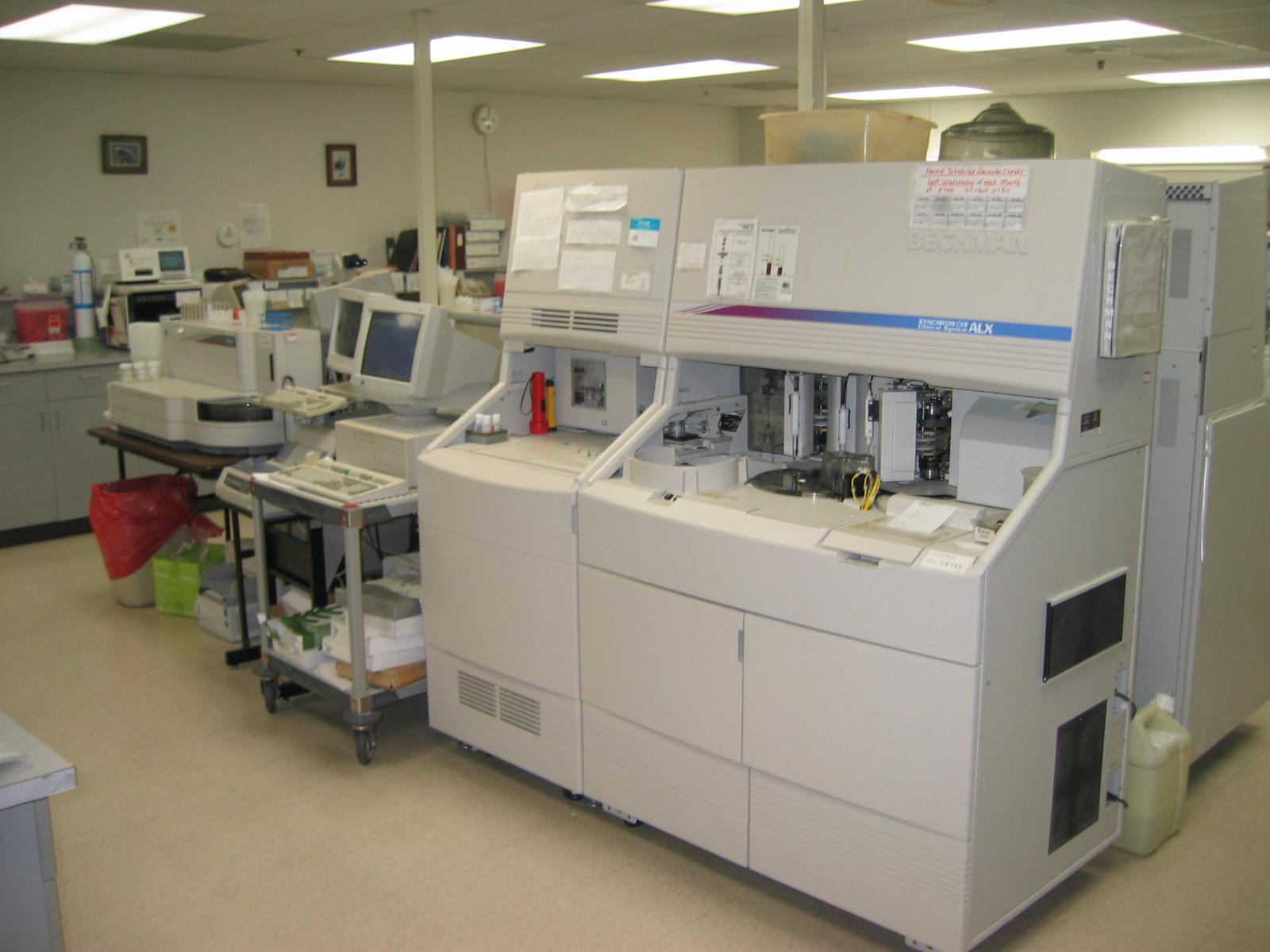
臨床検査室の様子の一例

臨床検査技師（りんしょうけんさぎし、英: Medical Technologist (MT), Clinical laboratory technologist, Biomedical Laboratory Scientist）は、病院などの医療機関において種々の臨床検査を行う技術者である。日本においては、臨床検査技師等に関する法律（以下、「法」という。）により規定される国家資格である。
古くは医師自らが検査を行っていたものであったが、医療の分業化と検査の高度化が進み、現在の医療に臨床検査技師は不可欠の存在となっている。病理解剖・司法解剖などの解剖業務や病理診断の補助、注射器を使用した採血、血液・尿・便などの検体検査、微生物検査、遺伝子検査、超音波・心電図・筋電図・脳波などの生理検査をおこなう医療技術者。

## 定義
日本において「臨床検査技師」とは、厚生労働大臣の免許を受けて、臨床検査技師の名称を用いて、医師又は歯科医師の指示の下に、厚生労働省令で定める検体検査、及び生理学的検査を行うことを業とする者をいう。　（法第2条）
臨床検査技師は通称として「検査技師」と呼ばれるが、一般人からは『病院の検査技師』と言った場合、レントゲンを扱う診療放射線技師とよく混同される。しかし医療施設内では単に『検査技師』といえば通常、臨床検査技師を指す。

## 歴史
臨床検査は、元々医師によって行われていたが、医学の進歩は医師の仕事を増大させ、医師以外に検査技術者が必要となった。
検査資格制度が無かった戦前から検査業務に携わる者がいたが、戦時中になると検査技術は軍医から衛生兵へ伝授された。
戦後は陸海軍病院から厚生省へ移管され国立病院となってからも、軍の衛生兵経験者が病理試験室（当時）を担っていたが、身分保障制度が無かった。
このため国立病院などの技術者が中心となって資格化運動を展開したが、薬剤師などと業務範囲が重なるなどと反対論があったりして資格化が実現したのは昭和33年4月公布の「衛生検査技師法」成立によってであった。
衛生検査技師は検体検査のみを扱い業務独占が無く、当初は都道府県知事免許であった。
その後も医療の分業化と検査の高度化が進み、また昭和40年代には医療現場では看護婦の負担増大もあり、心電図などの生理学的検査を技師に依頼するケースが増えた為、昭和45年（1970年）にそれらの業務を加えた臨床検査技師が誕生した。
臨床検査技師は厚生大臣免許となり、従来の検体検査に加え、人体を直接扱う生理学的検査と採血行為が新たに業務に加えられた。
平成17年法改正により、臨床検査技師の定義の見直し、及び衛生検査技師の新規免許廃止が決まり、一本化された。
平成26年法改正により、診療の補助行為として新たに検体採取業務が加えられた。
平成29年法改正により、臨床検査技師の定義が見直された。

## 業務
臨床検査技師が行う臨床検査業務は大きく分けて、「検体検査」と「生理学的検査」に分けられる。

### 検体検査
臨床検査技師が業とする検体検査は、法第2条に規定されている省令（臨床検査技師等に関する法律施行規則〈以下、「施行規則」とする。〉第1条）により、「微生物学的検査」、「免疫学的検査」、「血液学的検査」、「病理学的検査」、「生化学的検査」、「尿・糞便等一般検査」、「遺伝子関連・染色体検査」である。
　
| 一次分類               | 二次分類                                                          |
| ---------------------- | ----------------------------------------------------------------- |
| 微生物学的検査         | 細菌培養同定検査 薬剤感受性検査                                   |
| 免疫学的検査           | 免疫血清学検査 免疫血液検査                                       |
| 血液学的検査           | 血球算定・血液細胞形態検査 血栓・止血関連検査 細胞性免疫検査      |
| 病理学的検査           | 病理組織検査 免疫組織化学検査 細胞検査 分子病理学的検査           |
| 生化学的検査           | 生化学検査 免疫化学検査 血中薬物濃度検査                          |
| 尿・糞便等一般検査     | 尿・糞便等検査 寄生虫検査                                         |
| 遺伝子関連・染色体検査 | 病原体核酸検査 体細胞遺伝子検査 生殖細胞系列遺伝子検査 染色体検査 |

検体検査は現在でも名称独占のみであり、法的には全くの無資格者でも行うことは可能とされている。しかし、ほとんどの病院・衛生検査所では臨床検査技師免許取得者ないし取得見込者を採用対象としており、また無資格者は知識も技能も担保されていないため、職を得ることは困難である。

#### 精度管理責任者
医療機関内で法第2条の検体検査を行う場合は、管理組織、検体検査の精度確保の実施に必要な厚生労働省令で定める基準に適合させなければならない（医療法第15条の2）。
- 医療法第15条の2で精度確保に係る責任者（精度管理責任者）として、医業においては医師又は臨床検査技師を、歯科医業においては歯科医師又は臨床検査技師を有しなければならない。（医療法施行規則第9条の7第1号）
- 「遺伝子関連・染色体検査」を医療機関内で実施する場合は、医療法第15条の2で精度確保に係る責任者（精度管理責任者）として、医業においては遺伝子関連に相当の経験を有する医師若しくは臨床検査技師又は相当の知識経験を有する者を、歯科医業においては遺伝子関連に相当の経験を有する歯科医師若しくは臨床検査技師又は相当の知識経験を有する者を有しなければならない。（医療法施行規則第9条の7第2号）

### 生理学的検査
生理学的検査は、医療現場では「生理検査」「生理機能検査」「生体機能検査」などと呼称される。
臨床検査技師が業とする生理学的検査は、法第2条に規定されている省令（施行規則第1条の2）により、下表18項目である。
| 心電図検査     | 心音図検査                     | 脳波検査                                         |
| 筋電図検査     | 基礎代謝検査                   | 呼吸機能検査                                     |
| 脈波検査       | 熱画像検査                     | 眼振電図検査                                     |
| 重心動揺計検査 | 超音波検査                     | MRI（磁気共鳴画像検査）                          |
| 眼底写真検査   | 毛細血管抵抗検査               | 経皮的血液ガス分圧検査                           |
| 聴力検査       | 基準嗅覚検査及び静脈性嗅覚検査 | 電気味覚検査及びろ紙ディスク法による味覚定量検査 |

この生理学的検査と採血・検体採取行為については、保健師助産師看護師法の一部制限解除という形で業務独占がある。
上記生理学的検査のうち、MRI（磁気共鳴画像検査）と超音波検査は、診療放射線技師も実施でき、また眼底写真検査は視能訓練士および診療放射線技師も実施することができる。
ただし上記検査の中には、方法によっては医師以外が実施する場合は一部制限条件があるものがある（眼底写真は散瞳薬を使用できない等）。

### その他診療の補助行為
高い精度と迅速かつ適切な処理が要求される検査においては、検体の不適切な採取方法や処理方法によっては検査結果に重大な影響を及ぼすことがある。よって、これらに精通した臨床検査技師が検査に先立って採血などの検体採取から一貫して行うことが望ましいため、臨床検査技師による採血および検体採取がそれぞれ下記の一定条件下で行うことが認められている。（法第20条の2）

#### 採血
- 検査目的で耳朶、指頭及び足蹠の毛細血管並びに肘静脈、手背及び足背の表在静脈その他の四肢の表在静脈から血液を採取する行為。（臨床検査技師等に関する法律施行令〈以下、「施行令」という。〉第8条）

血液の採取量に関して、かつては検査に供する為の採血という性質から厚生省通達でおおむね20ml以内とされていたが、現在では医師が必要であると認めた場合においては20ml以上の採血量も可能とされている。
なお、上記政令で定めた部位以外からの採血や動脈採血、検査目的以外の採血（献血採血、瀉血など）は行うことはできない。

#### 検体採取
臨床検査技師には、特定の場合において検体採取が認められている（施行令第8条の2）。
- 鼻腔拭い液、鼻腔吸引液、咽頭拭い液その他これらに類するものを採取する行為
- 表皮並びに体表及び口腔の粘膜を採取する行為（生検のためにこれらを採取する行為を除く。）
- 皮膚並びに体表及び口腔の粘膜の病変部位の膿を採取する行為
- 鱗屑、痂皮その他の体表の付着物を採取する行為
- 綿棒を用いて肛門から糞便を採取する行為

（血液以外の）検体採取は2014年の法改正によるものであり、2015年4月より前に免許を受けた者及び2016年4月より前に臨床検査技師養成所等に入学した者は、厚生労働省指定の研修の修了者でなければ同業務は行えない。
2020年4月22日開催された新型コロナウイルス感染症(COVID-19)に関わる政府の専門家会議において「PCR等検査の実施体制の強化」等が提言され、政府より日本臨床衛生検査技師会に対して検体採取等に対する人材確保が要請された。また、日本医師会から各都道府県医師会あて連絡（地域外来・検査センターや宿泊療養施設における検体採取を実施する職種について）においても臨床検査技師会との協力の上、検体採取を実施するよう通知された。

### その他
臨床検査技師の検査業務には、検査測定のみならず患者への検査説明をも含むと解されている。
「患者への検査説明」は長らく医師または医師の指示を受けた看護師が行うことが多いのが慣例であったが、平成19年12月28日の厚生労働省通知により、「患者への検査説明」が医師、看護師、臨床検査技師の業務であると明示された。
臨床検査は元来医師が行っていたものであり、法的には医師は（歯科医業を除く）全ての医療行為を「医業」として行えるとされているし、看護師は診療の補助の範囲で検査を行うことが可能とされているため、小規模施設やベッドサイド、診察室で出来るような簡易な検査など一部検査については、現在でも医師や看護師が行うことはある。
現在、医師や看護師が臨床検査を実施することは上記の場合を除けば少なくなり、専門的な知識技術を身につけた臨床検査技師が専ら行っている。医療の分業化と臨床検査の高度化が進み、現在の医療に臨床検査技師は不可欠の存在となっている。

#### 解剖の介助
臨床検査技師は病理学的検査に関連し、病理医が行う病理解剖の介助（補助）を務めることもある。
病理解剖助手の資格とは別であるものの、1988年に医道審議会死体解剖資格審査部会がまとめた病理解剖指針の中で、解剖の補助者は臨床検査技師が行うべきであり、死体からの血液採取、摘出臓器の標本作成、縫合等の医学的行為については、臨床検査技師等以外を解剖にかかわらせるべきでないとした。
また、監察医が行う解剖（死体検案業務）の補助として、胸腹腔開検の際に、臨床検査技師が臓器の摘出の他、切開、縫合、検体の採取、薬化学、病理組織学的検査などを行う場合がある。

### その他法的規制
名称の使用禁止
臨床検査技師でない者は、臨床検査技師という名称又はこれに紛らわしい名称を使用してはならない。（法第20条）
秘密を守る義務
臨床検査技師は、正当な理由がなく、その業務上取り扱ったことについて知り得た秘密を他に漏らしてはならない。臨床検査技師でなくなった後においても、同様とする。（法第19条）

## 日本における資格

### 臨床検査技師国家資格
日本において臨床検査技師の資格を取得するには、年1回行われる国家試験に合格し厚生労働省に備える臨床検査技師名簿に登録されなければならない。臨床検査技師教育のコースは、本資格の成り立ちに複雑な経緯があったため一本化ができず複数存在し、分かり難くなっている。他の医療職の教育機関の殆どや臨床検査技師養成所のうち専門学校・短大が指定校であるのに対し、大学のほとんどは臨床検査技師学校養成所指定規則に縛られない科目承認校となっている。しかし、科目承認校については、臨地実習の履修単位の少なさや、履修科目の内容にも議論があり、近年検査技師教育の見直しも含めた議論が検討されている。

臨床検査技師の教育コースは大きく分けて、次の4つである。
（１）指定校（大学、短大、専門学校）を卒業し国家試験を受験する。
（２）承認校（大学）で追加科目を履修し卒業し国家試験を受験する。
（３）医科大学または歯科大学を卒業し国家試験を受験する。
（４）外国の検査技師学校を卒業し厚労大臣の認定を受け国家試験を受験する。
近年は4年制大学を志望する学生が増えており、大学院への進学もまた多くなってきている。

### 認定資格
国家資格である臨床検査技師を対象、または臨床検査技師が資格要件となる認定資格を以下に記す。いずれも学会の認定資格であり法的な規定があるわけではないが、実質的に独占業務資格となっているものもある。主立ったものを以下に示す。

#### 臨床（衛生）検査技師を対象とする資格認定制度
- 一級・二級臨床検査士

公益財団法人 日本臨床検査同学院が実施する。
臨床検査技師の上級資格で各分野に細分化されている。経験と、高度な知識を持つことを証明するもので、一級試験は非常に難しい。
- 緊急臨床検査士

日本臨床検査同学院が実施する。
日本臨床検査医学会所定の緊急臨床検査資格認定制度。生化学検査、血液検査、血清検査、微生物検査、輸血検査、生理検査の幅広い知識と技術が必要。
- 細胞検査士・国際細胞検査士

細胞検査士は、日本臨床検査医学会と日本臨床細胞学会が臨床検査技師から認定し、指導医の監督指導のもと細胞診スクリーニングを行うことができる。学会認定資格であり国家資格（免許）ではないが、一般的に認定資格を保有している者が業務に携わる。実質的に独占業務資格となっている。
合格率は例年低く高度な知識と技術を求められる試験で、受験には1年以上の業務経験が必要である。但し、認定大学および認定養成所で所定の教育を終えた者は、国家資格取得見込みで細胞検査士資格試験を受けることができる。
- 認定輸血検査技師

一般社団法人 日本輸血・細胞治療学会が実施する。

認定輸血検査技師は輸血検査において高度な知識と技術が求められ、合格率が低く難関となっている。
- 認定臨床微生物検査技師・感染制御認定臨床微生物検査技師（ICMT）

一般社団法人　日本臨床微生物学会が実施する。
- 認定血液検査技師

一般社団法人　日本検査血液学会が実施する。

#### 臨床検査技師免許が資格要件となる認定制度
- 超音波検査士・超音波指導検査士

公益社団法人 日本超音波医学会が実施する。
超音波検査士は、臨床経験を有し超音波認定医の推薦を受け筆記試験合格者に与えられる。認定資格は対象臓器ごとに細分化されている。
超音波指導検査士は超音波検査士の上位認定資格であり、面接試験・実技試験が新たに追加された。
- 第一種・第二種消化器内視鏡技師

日本消化器内視鏡学会の認定資格。内視鏡業務に携わる。
- 認定サイトメトリー技術者

- 日本糖尿病療養指導士

一般社団法人 日本糖尿病療養指導士認定機構が実施する。
資格取得や維持にかかる支援などの面で、施設側の理解不足ということもあり看護師や管理栄養士に比べて資格取得者が少ない。
- 健康運動指導士
- 心臓リハビリテーション指導士

- CRC（治験コーディネーター）

- NST専門療法士

一般社団法人 日本静脈経腸栄養学会が実施する。
薬剤師、管理栄養士、看護師についで取得者が多く栄養サポートチームに参加することの望ましい職種となっている。

#### 臨床検査技師の知識技術が生かされる認定制度
診療情報管理士、医療情報技師、第1種・第2種ME技術実力検定試験、医療環境管理士、臨床細胞遺伝学認定士、一級動物実験技術師、電子顕微鏡一般技術認定、不妊カウンセラー・体外受精コーディネーター、認定臨床エンブリオロジスト、磁気共鳴（MR）専門技術者、医用質量分析認定士

#### 日臨技認定センター資格
認定一般検査技師、認定病理検査技師、認定認知症領域検査技師、認定心電検査技師、認定管理検査技師、認定臨床染色体遺伝子検査技師、認定救急検査技師
日本臨床衛生検査技師会(認定一般検査技師, 認定病理検査技師, 認定認知症領域検査技師, 認定管理検査技師, 認定臨床染色体遺伝子検査技師),  日本不整脈心電学会(認定心電検査技師)，日本臨床救急医学会(認定救急検査技師)が実施する。
各検査分野に関して高い専門性を証明する認定資格である。

### 臨床検査技師と関連のある資格

#### 衛生検査技師
衛生検査技師は、臨床検査技師の業務のうち、生理学検査以外の検査、すなわち検体検査を行うことができる。業務独占部分のない名称独占資格である。
かつては医学、歯学、獣医学又は薬学の正規の課程を修めた（卒業した）者であれば、申請により無試験で厚生労働大臣から免許を受けることができた。
しかし、臨床検査技師、衛生検査技師等に関する法律の一部を改正する法律（平成17年法律第39号）により、平成23年4月からは新規の免許は交付されなくなった。
今までの免許取得者はこれまで同様に業務を行うことができる。

#### 労働衛生コンサルタント
臨床検査技師又は衛生検査技師として10年以上その業務に従事した者は、労働衛生コンサルタントの受験資格が付与される。

#### 国際臨床検査技師
米国臨床病理学会（ascpi)による認定制度で、米国と同様のカリキュラムと認められれば受験資格を得られる。

## 日本における現状
臨床検査は元来医師が行っていたものであり、法的には医師は（歯科医業を除く）全ての医療行為を「医業」として行えるとされているし、看護師は診療の補助の範囲で検査を行うことが可能とされているため、小規模施設やベッドサイド、診察室で出来るような簡易な検査など一部検査については、現在でも医師や看護師が行うことはある。 しかし、現在医師や看護師が臨床検査を実施することは上記の場合を除けば少なくなり、専門的な知識技術を身につけた臨床検査技師が専ら行っている。医療の分業化と臨床検査の高度化が進み、現在の医療に臨床検査技師は不可欠の存在となっている。
医療機関以外にも衛生検査所（検査センター）・研究所・保健所・検疫所・監察医務院などで勤務している。
さらに、体外受精に関わる胚培養の業務にも多くの施設では臨床検査技師が携わっている。
また、臨床開発・医療機器メーカー・製薬メーカーなど一般企業にも活躍の場が広がっており、多くの臨床検査技師が活躍している。
臨床検査技師は、男女比＝3：7程度で女性が多いといわれる。
それは、生理検査とりわけ心電図や超音波検査のように患者の脱衣が必要な検査での女性技師のソフトな対応が適しているのと、看護職と比べて平均して技師には夜勤が少なく、勤務が比較的規則正しく、結婚や出産育児に伴う女性技師の離職率は他の医療職に比べて低いなど家庭への負担という面でも女性が多い理由の一つといえる。
臨床検査技師の求人減少の原因が、かつては自動化の進展による省力化が原因といわれて久しいが、検査料診療報酬は底打ちとなって、むしろ微生物検査や外来迅速検査加算・採血料の増額、臨床検査技師による検体採取業務の新設、患者への検査内容の説明、糖尿病療養指導や院内感染対策チーム、栄養サポートチームへの参加など、業務内容は広がりを見せている。
最近では、2020年にかけて世界的流行した「新型コロナウイルス感染症（COVID-19)」に際して、検体採取やPCR検査での臨床検査技師の重要度が再認識された。
臨床検査技師は、国境なき医師団の参加資格としても認められており、日本だけにとどまらず世界で活躍する臨床検査技師も増えつつある。
臨床検査技師は、国家試験に合格して就職したとしても、実際の現場で使えるようになるまでには数年かかるといわれている。近年は就職先の多くが即戦力を求める傾向が強い上に、医師における研修医制度のような育成システムが臨床検査技師にはないため、採用後知識や技能を得て一人前になるまでの数年間はハードなものになることが予想される。
また、他の医療職同様に卒後教育の重要性が指摘されている。団塊の世代の大量退職は、求職者にとっては喜べるものではあるが、病院にとっては団塊世代退職後の優秀な人材確保が大きな課題となっている。
|        | 平成14年 | 平成17年 | 平成20年 | 平成23年 | 平成26年 | 平成29年 |
| ------ | -------- | -------- | -------- | -------- | -------- | -------- |
| 病院   | 44,946   | 45,677   | 47,372   | 49,772   | 52,962   | 54,960   |
| 診療所 | 9,530    | 11,330   | 12,388   | 12,686   | 11,119   | 11,906   |
| 合計   | 54,476   | 57,007   | 59,760   | 62,458   | 64,081   | 66,866   |

|        | 昭和46年 ～平成27年 （合計） | 平成28年 | 平成29年 | 平成30年 | 平成31年 | 令和2年 | 累計    |
| ------ | ---------------------------- | -------- | -------- | -------- | -------- | ------- | ------- |
| 受験者 | 306,429                      | 4,400    | 4,739    | 4,829    | 4,817    | 4,854   | 330,068 |
| 合格者 | 189,656                      | 3,363    | 3,729    | 3,828    | 3,620    | 3,472   | 207,668 |

## 日本の臨床検査技師免許を持つ著名人
- 赤石清美
- 浴田由紀子
- 牛田茉友
- 鈴木由希子
- 袖山卓也
- 武内直子
- 伊達忠一
- 波多野健
- 堀内純子
- 宮島喜文
- 村上智彦
- 細田智也
- 安田守